# Duru Söke
Duru Söke (* 30. Januar 2006) ist eine türkische Tennisspielerin.

## Karriere
Söke begann mit sieben Jahren das Tennisspielen und spielt überwiegend Turniere auf der ITF Women’s World Tennis Tour, wo sie bislang je einen Titel im Einzel und Doppel gewonnen hat.
2024 gewann sie im Mai den Titel beim ITF-Turnier in Antalya.

### College Tennis
Duru Söke hat angekündigt, ab dem Herbst 2024 für das College Tennisteam der Damen der Pepperdine University zu spielen.

## Turniersiege

### Einzel
| Nr. | Datum        | Turnier | Kategorie | Belag | Finalgegnerin   | Ergebnis      |
| --- | ------------ | ------- | --------- | ----- | --------------- | ------------- |
| 1.  | 19. Mai 2024 | Antalya | ITF W15   | Sand  | Federica Urgesi | 3:6, 6:4, 6:2 |

### Doppel
| Nr. | Datum        | Turnier | Kategorie | Belag     | Partnerin    | Finalgegnerinnen                               | Ergebnis  |
| --- | ------------ | ------- | --------- | --------- | ------------ | ---------------------------------------------- | --------- |
| 1.  | 31. Mai 2025 | Kayseri | ITF W15   | Hartplatz | Doğa Türkmen | Valentina Mediorreal Arias Meshkatolzahra Safi | 6:2, 7:64 |